# Scorpionidae
Scorpionidae – rodzina skorpionów.
Skorpiony te mają masywne nogogłaszczki i pięciokątne sternum. Największe gatunki osiągają do 220 mm długości ciała i masę do 32 g. Zasiedlają wilgotne lasy, sawanny i środowiska suche Azji, Afryki, Australii i obu Ameryk.
Należy tu ponad 300 gatunków, zgrupowanych w 23 rodzajach:
- Aops (Volschenk & Prendini, 2008)
- Bioculus (Stahnke, 1968)
- Cazierus (Francke, 1978)
- Cryptoiclus Teruel & Kovarik, 2012
- Didymocentrus (Kraepelin, 1905)
- Diplocentrus (Peters, 1861)
- Heterometrus (Ehrenberg, 1828)
- Heteronebo (Pocock, 1899)
- Kolotl Santibanez-Lopez, Francke & Prendini, 2014
- †Mioscorpio Kjellesvig-Waering,  1986[4]
- Nebo (Simon, 1878)
- Oiclus (Simon, 1880)
- Opistophthalmus (C.L. Koch, 1837)
- Pandinus (Thorell, 1876)
- Pandinoides Fet, 1997
- Pandinops Birula, 1913
- Pandinopsis Vachon, 1974
- Pandinurus Fet, 1997
- Rugodentus (Bastawade, Sureshan & Radhakrishnan, 2005)
- Scorpio (Linnaeus, 1758)
- Tarsoporosus (Francke, 1978)
- Urodacus (Peters, 1861)